# Papież (tarot)
Papież (Arcykapłan) – karta tarota należąca do Arkanów Wielkich, oznaczana numerem 5 (V).
Inne nazwy: Hierofant, Wielki Kapłan, Mistrz, Jupiter, Bakhus, Wielki Ojciec, Mag Wieczności.

## Wygląd
Na karcie widoczna jest postać starszego mężczyzny ubranego w długi płaszcz i papieską tiarę, trzymającego w lewej ręce laskę z potrójnym krzyżem. Mężczyzna siedzi na tronie pomiędzy dwiema wysokimi kolumnami. Czasem widoczne są klęczące u stóp Papieża postaci, które ten błogosławi gestem prawej dłoni.

## Jupiter
W niektórych taliach karta ta podpisana jest jako Jupiter (Jowisz). Czasem wizerunek „tradycyjnego” papieża/kapłana jest zastąpiony całkowicie odmienną podobizną Jowisza, rzymskiego boga nieba, burzy i deszczu. Atrybutami Jowisza były piorun i orzeł.

## Znaczenie
Karta Papieża jest symbolem pobożności i konserwatyzmu. Oznacza osobę mającą wielki autorytet, niekoniecznie duchownego, ale także na przykład nauczyciela. Kojarzona jest z potrzebą uzyskania fachowej porady, albo pomocy w problemach duchowych. Dotyczy także ogólnie zainteresowania sprawami duchowymi i potrzebą uzyskania przebaczenia.

## Galeria

### Papież

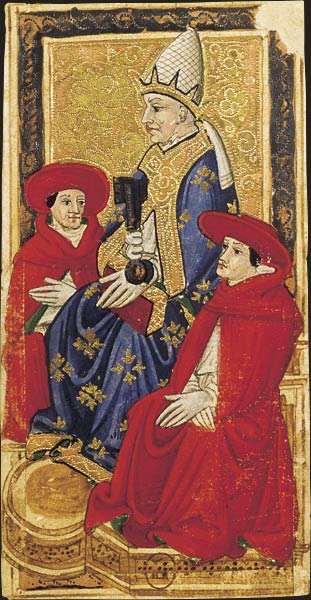
Papież z talii Karola VI (XV wiek)
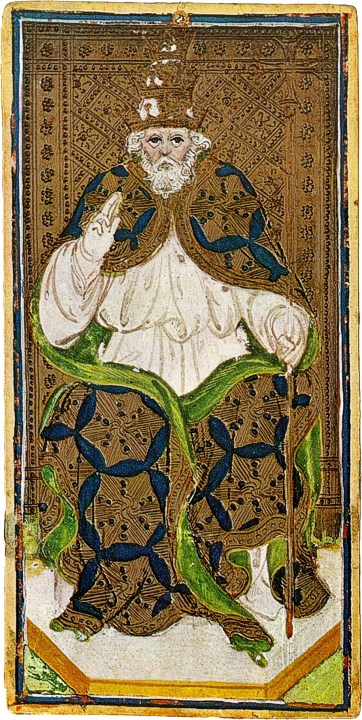
Papież z talii tarota Viscontich-Sforzów ze zbiorów Pierpont Morgan-Bergamo (XV wiek) – reprodukcja
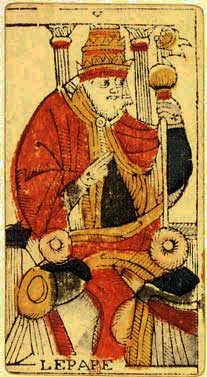
Papież z talii tarota marsylskiego Jeana Dodala
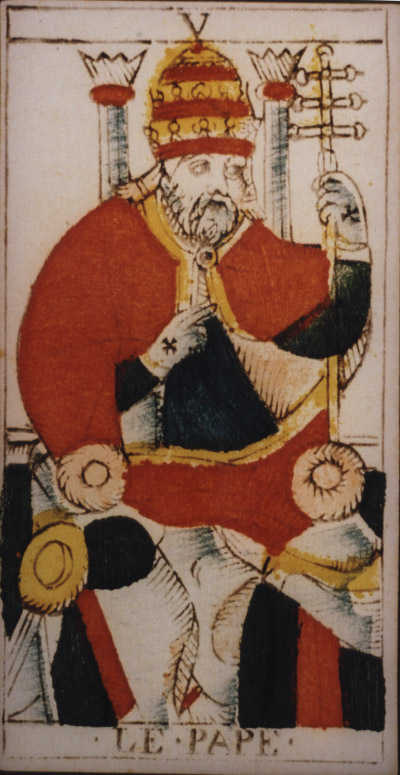
Papież z talii tarota marsylskiego

### Jupiter (Jowisz)

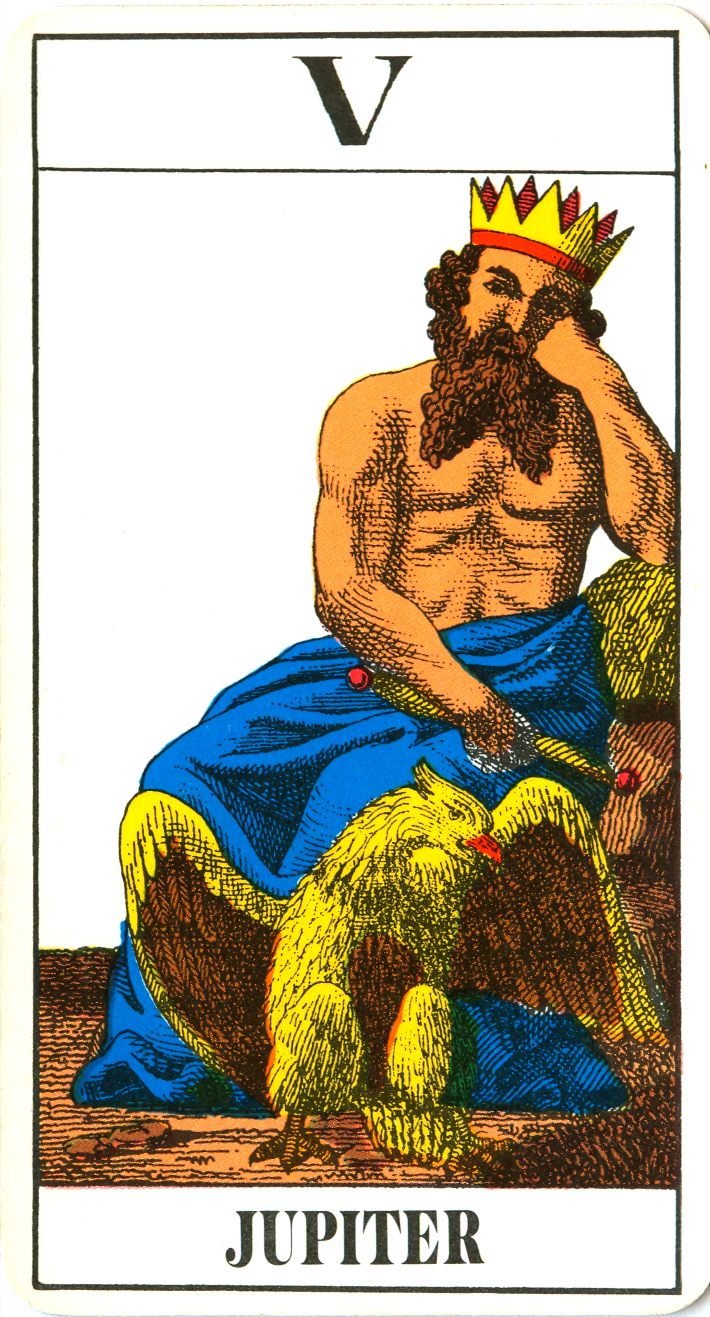
Jupiter z talii tarota 1JJ (tarot szwajcarski).
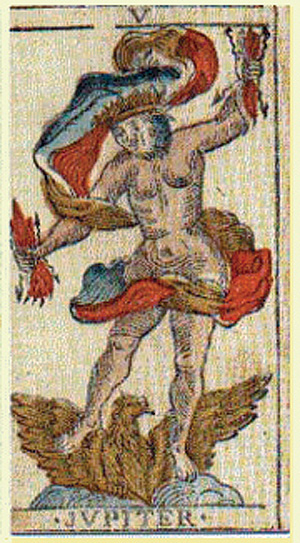
Jupiter z talii tarota de Besançon.
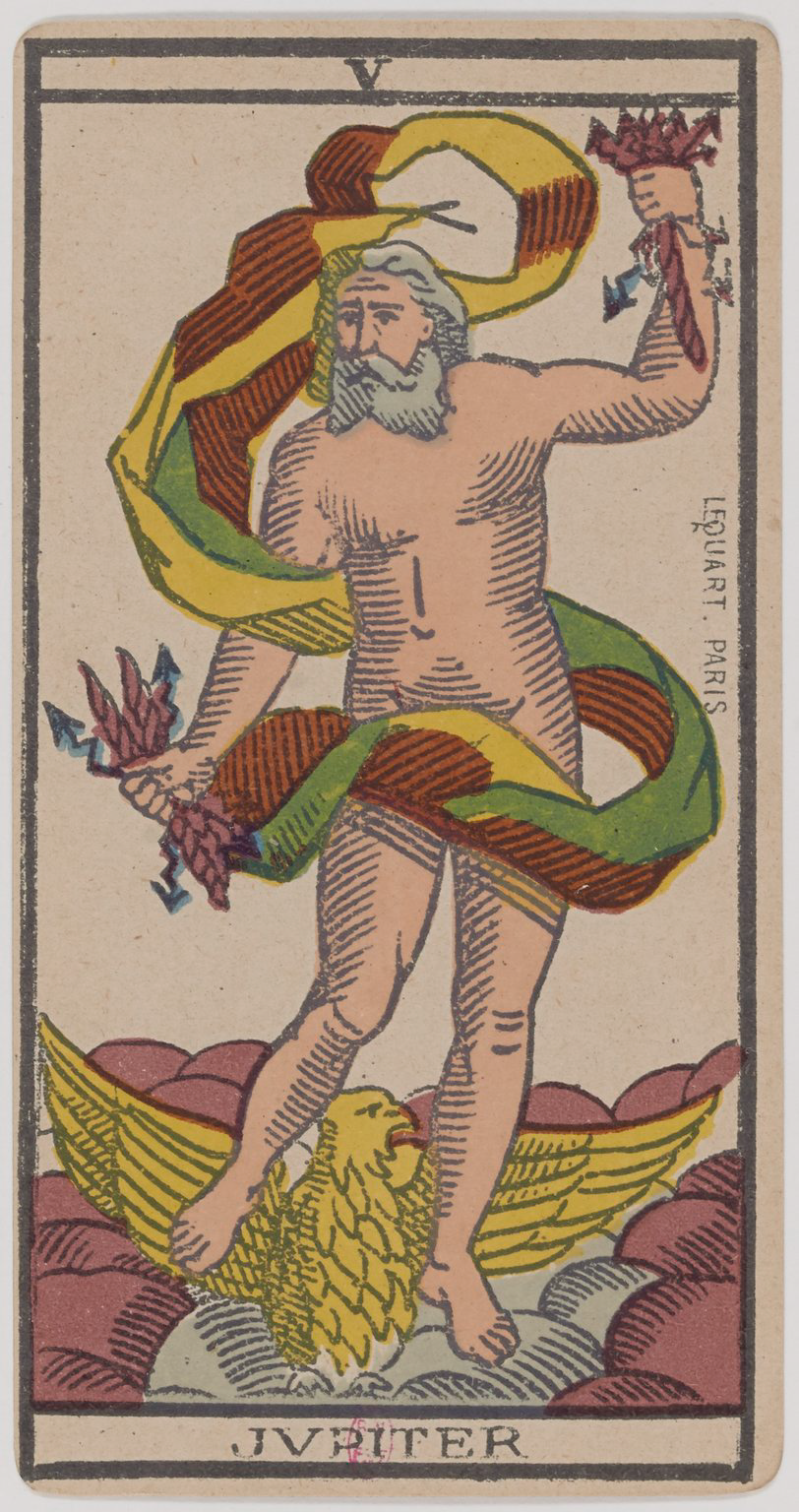
Jowisz